# Coyopol
Coyopol es una localidad del municipio de Teziutlán, ubicado en la región sierra nororiental del estado mexicano de Puebla.

## Geografía
La localidad se ubica a 15.3 kilómetros (en dirección sur) de la localidad de Teziutlán, la cabecera y lugar más poblado del municipio. Se sitúa en las coordenadas geográficas 19°57′24″N 97°20′49″O / 19.956667, -97.346944, a una elevación de 903 metros sobre el nivel del mar.

## Demografía
Según el Conteo de Población y Vivienda 2020, efectuado por el Instituto Nacional de Estadística y Geografía, la localidad tiene 352 habitantes, de los cuales 176 son del sexo masculino y 176 del sexo femenino. Su tasa de fecundidad es de 3.15 hijos por mujer y tiene 86 viviendas particulares habitadas.
| Gráfica de evolución demográfica de Coyopol entre 1970 y 2020 |
|                                                               |
| INEGI.                                                        |